# رانده‌ماهی جنوبی
رانده‌ماهی جنوبی (نام علمی: Icichthys australis) نام یک گونه از سرده ماهی‌های عروس دریایی است.